# Aceveda (El Bollo)
Aceveda es un lugar español situado en la parroquia de San Martín, del municipio de El Bollo, en la provincia de Orense, Galicia.

## Demografía
| Gráfica de evolución demográfica de Aceveda entre 2000 y 2022 |
|                                                               |
| Datos según el nomenclátor publicado por el INE.              |